# Instrumentalism
Instrumentalismul este o variantă a pragmatismului, creată de John Dewey care neagă valoarea reflectorie a noțiunilor și a teoriilor științifice, considerându-le simple instrumente pentru săvârșirea unor acțiuni utile. John Dewey considera că orice teorie este un instrument pentru acțiune și că nu trebuie să fie apreciatâ din punct de vedere al veracității ei ci numai din cel al eficienței practice.
În filozofia științei și în epistemologie instrumentalismul este o opinie metodologică ce susține că ideile sunt instrumente utile și că valoarea unei idei se bazează pe eficiența ei în explicarea și predicția fenomenelor naturale. De obicei, instrumentaliștii pun la îndoială faptul dacă are sens să se considere că termenii teoriilor corespund realității exterioare. În acest sens, instrumentalismul este opus în mod direct realismului științific, care estimează că faptul esențial al teoriilor științifice nu este pur și simplu să genereze predicții sigure ci și să descrie lumea în mod precis.